# Magnuskerk (Anloo)
De Sint-Magnuskerk staat aan de Kerkbrink in het dorp Anloo in de Nederlandse provincie Drenthe. Sinds de hervorming, eind 16e eeuw, is de kerk protestants. De kerk valt tegenwoordig onder PKN Anloo-Zuidlaren.

## Kerk en toren
De romaanse Sint-Magnuskerk is gebouwd rond 1100. De kerk is genoemd naar Magnus, bisschop van Trani, die na zijn marteldood heilig werd verklaard. Onderzoek van de archeoloog Albert van Giffen heeft aangetoond, dat er al houten voorgangers van deze kerk op deze plek hebben gestaan.
De kerk was oorspronkelijk een eigenkerk van de bisschop van Utrecht, die hier recht sprak. Later werden er in deze kerk zittingen gehouden van de Etstoel het hoogste Drentse rechtscollege.
Op de muren zijn 13e-eeuwse fresco's met voorstellingen uit het leven van Maria: de Annunciatie, de Visitatie, de geboorte van Christus en de Vlucht naar Egypte. Het koor dateert uit de 14e eeuw. 
De kerktoren is een zadeldaktoren en dateert uit de 12e eeuw. De spitse dakruiter is in 1857 geplaatst, de trapgevels kreeg de toren in 1894. 

## Orgels

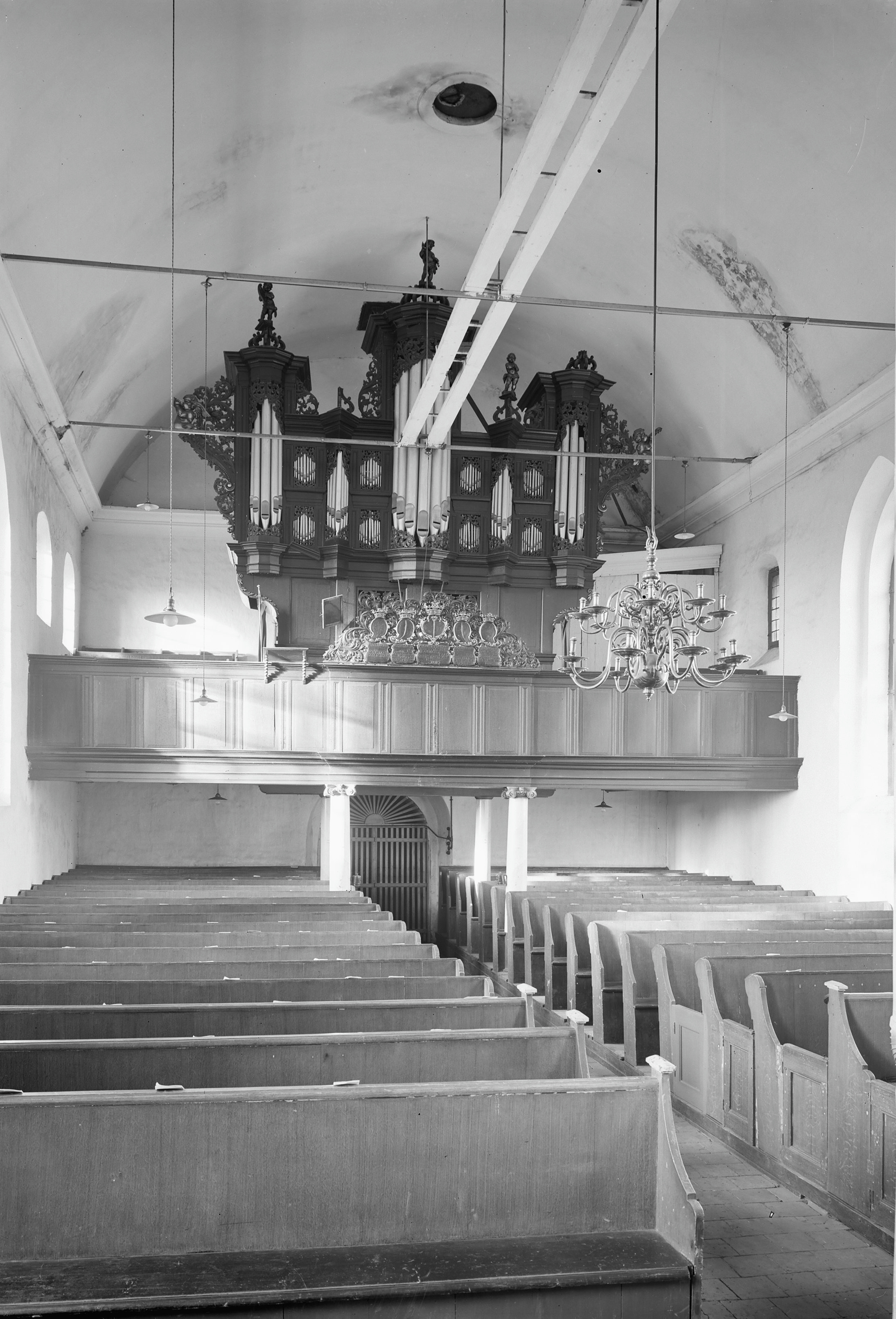
Het Radeker-Garrelsorgel uit 1717

Het kerkorgel van de Magnuskerk is in 1717-1718 vervaardigd door de orgelbouwers Johannes Radeker en Rudolf Garrels, leerlingen van Arp Schnitger. Het werd voor 1450 Carolusguldens gekocht door de familie Ellents en aan de kerk geschonken. In de jaren 1944-1950 is het instrument gerenoveerd door Mense Ruiter. Diens wijzigingen werden ongedaan gemaakt bij een langdurige en grondige restauratie door Henk van Eeken in 1990-2002. Sindsdien klinkt het instrument weer vrijwel zoals het in 1717 moet hebben geklonken. Het heeft 21 registers en een vrij pedaal.     
De Magnuskerk heeft ook twee kleine orgels. Het kabinetorgel met zes registers van Heinrich Hermann Freytag dateert uit 1804. Het komt waarschijnlijk uit de Hanckemaborg in Zuidhorn. In de twintigste eeuw stond het in de Magnuskerk om het hoofdorgel te vervangen tijdens de jarenlange werkzaamheden in zowel de jaren veertig als de jaren negentig. Het kreeg in 2005 een definitieve plaats in de kerk. Het derde orgel, een huiskamerorgel met acht registers, gemaakt in 1992 door de Gebr. Van Vulpen te Utrecht, is in 2003 geschonken door de weduwe van Jelle Zijlstra, de vroegere minister en president van De Nederlandsche Bank. Hij had het instrument in 1992 cadeau gekregen bij zijn afscheid als bestuursvoorzitter van Douwe Egberts.

## De Etstoel
Iedere derde zaterdag in augustus wordt herdacht dat in de Magnuskerk van Anloo recht werd gesproken door de Etstoel. In middeleeuwse sfeer wordt dan een zitting van de etstoel nagespeeld, waarbij een werkelijke gebeurde zaak als uitgangspunt dient. De opbrengst van dit toeristische evenement draagt bij aan de instandhouding van de kerk. 

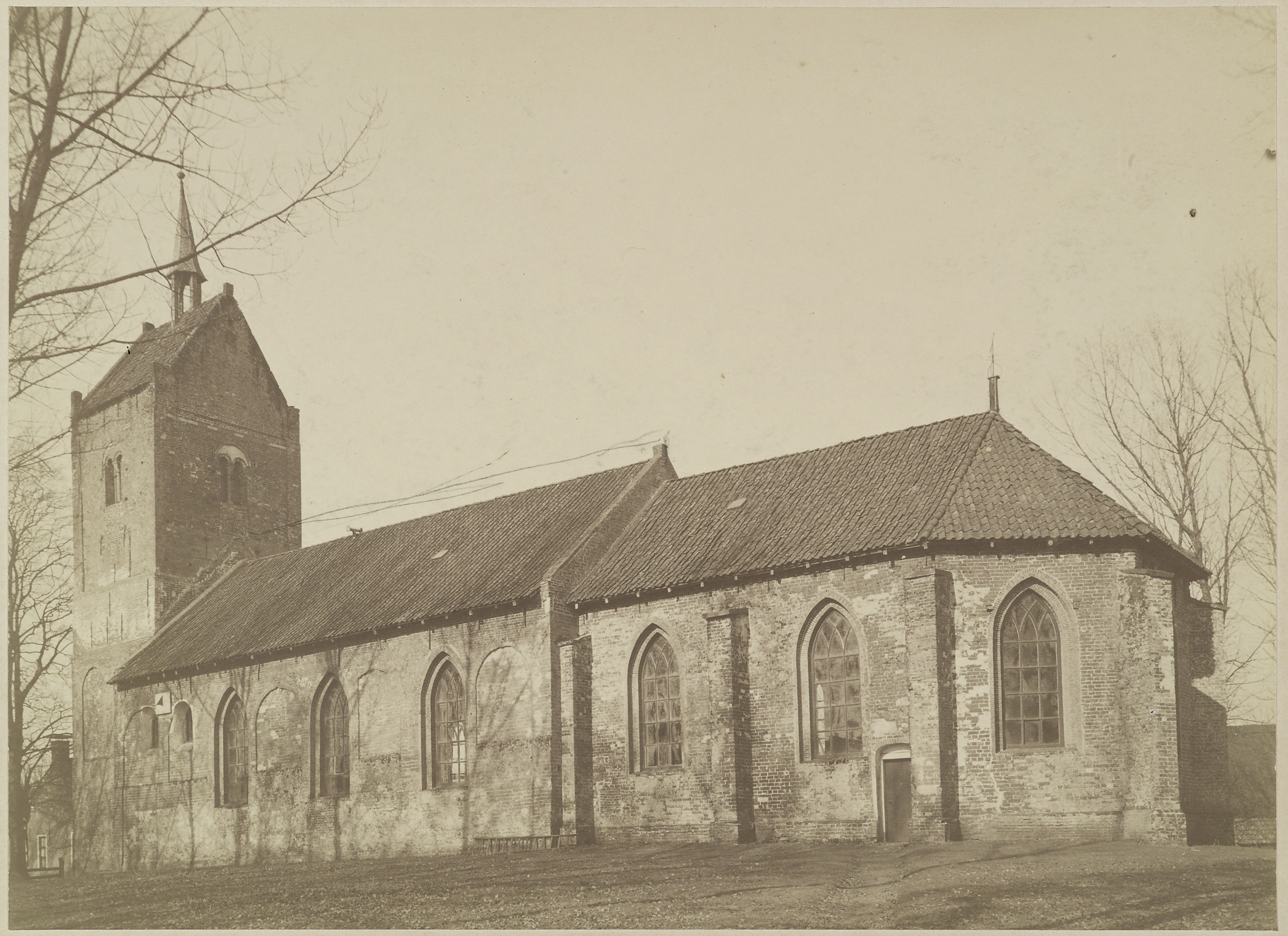
De kerk in 1891. De toren heeft hier nog geen trapgevels en het koor heeft nog de oude (maar later geplaatste) gotische vensters.
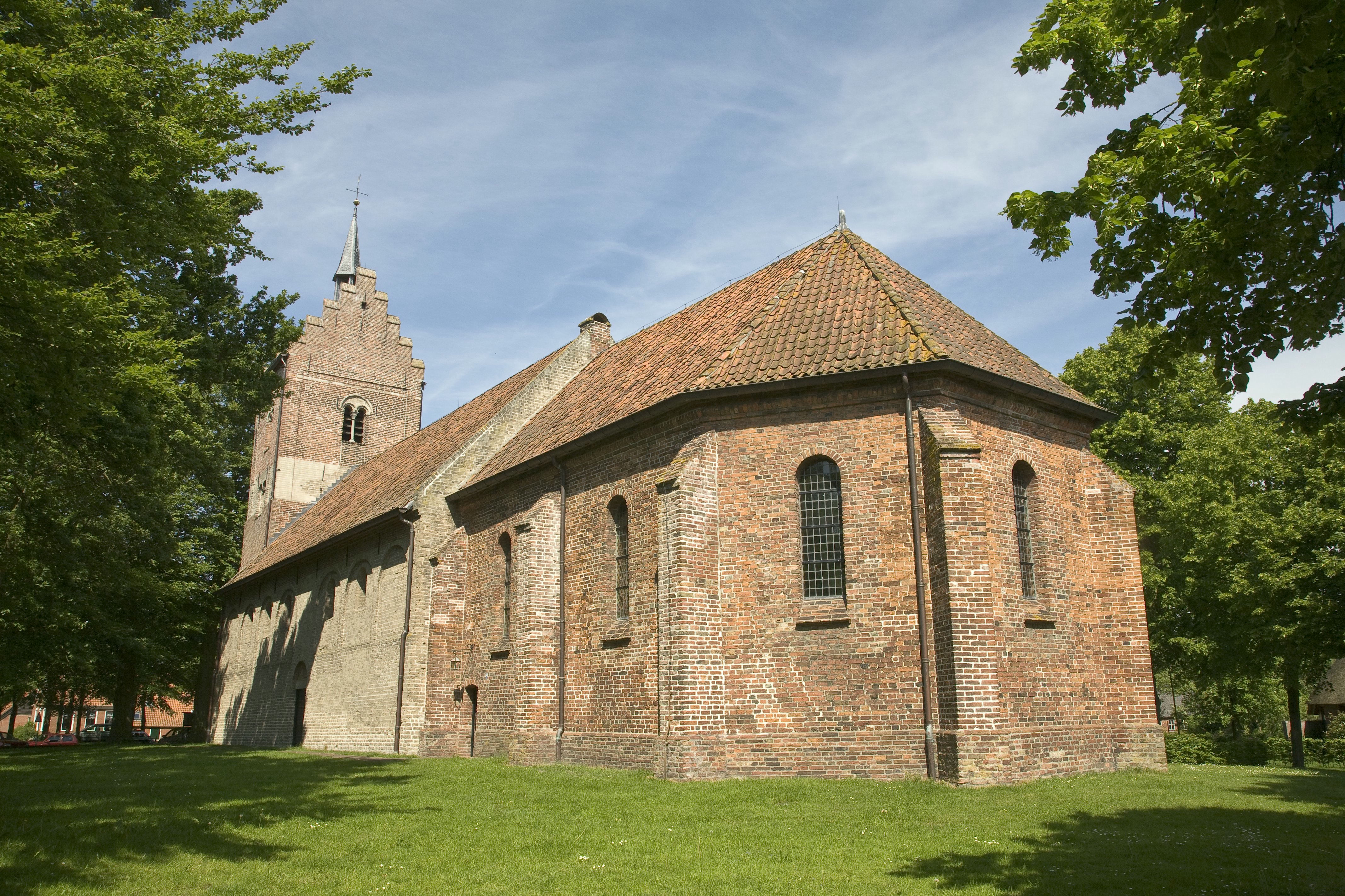
Aanzicht in 2008